# Xujiayao-Houjiayao
Xujiayao-Houjiayao désigne deux sites préhistoriques voisins (chinois simplifié : 许家窑—侯家窑遗址 ; pinyin : Xujiayao-Houjiayao yizhi) situés dans le bassin de Nihewan, environ 100 km à l'ouest de Pékin, dans le Nord de la Chine. Ils ont notamment livré des fossiles humains datés d'environ 180 000 ans, connus sont le nom d'Homme de Xujiayao.

## Situation
Xujiayao et Houjiayao sont deux sites préhistoriques voisins, mais situés dans deux xians et deux provinces différentes. La localité 73113 est située près du village de Xujiayao, dans le xian de Yanggao, province du Shanxi, tandis que la localité 74093 est située près du village de Houjiayao, dans le xian de Yangyuan, province du Hebei. La plupart des artéfacts et tous les fossiles humains ont été trouvés dans la localité 74093 ,,,.
Le village de Xujiayao est situé sur la rive ouest de la rivière Liyi, un affluent de la rivière Sanggan.

## Historique
Le site de Xujiayao a été découvert le premier en 1974 par des chercheurs de l'Institut de paléontologie des vertébrés et de paléoanthropologie de Pékin (IPVP). Le site voisin de Houjiayao a été découvert peu après. Bien que ce dernier ait livré la plupart des vestiges lithiques et tous les fossiles humains découverts à ce jour, l'ensemble tend à rester connu en dehors de la Chine sous le seul nom du premier site. L'IPVP a effectué des fouilles en 1976, 1977 et 1979. L'Institut du patrimoine culturel de la province du Hebei a mené des fouilles complémentaires en 2007 et 2008.

## Industrie lithique
Près de 30 000 artéfacts lithiques ont été découverts sur les deux sites. Ils comprennent des grattoirs, des pointes, des burins, des enclumes, des hachoirs et des sphéroïdes,. Plus de 50 % des artéfacts sont des outils finis. Plus de 40 % des outils sont des grattoirs. On note la présence de plus de 1 000 sphéroïdes en pierre, soit plus que sur tout autre site de Chine.

## Fossiles humains

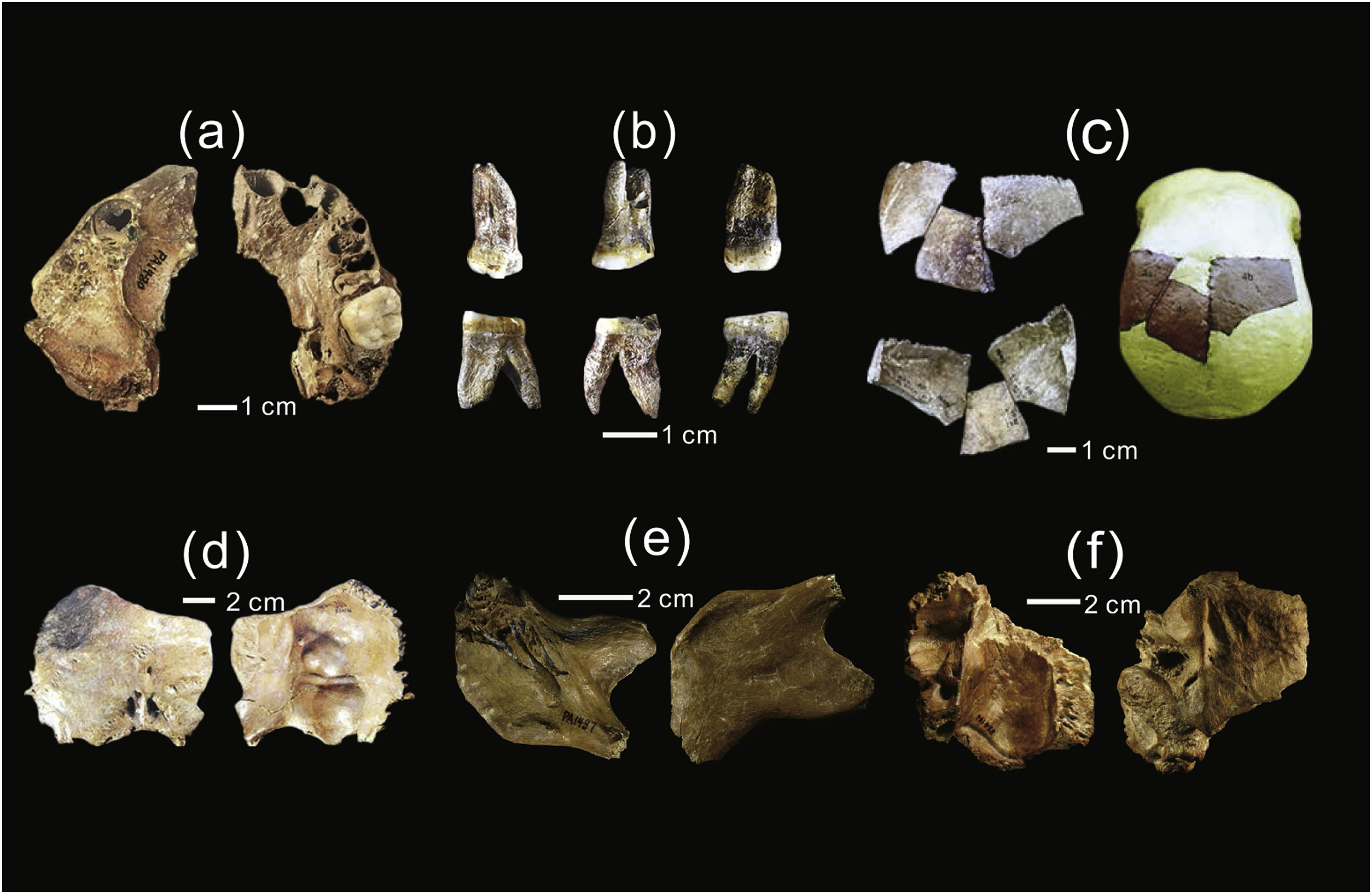
Fossiles de l'Homme de Xujiayao

21 fossiles humains ont été découverts à Houjiayao : 13 os pariétaux, 1 os temporal, 2 os occipitaux, 1 fragment d'os mandibulaire, 1 maxillaire juvénile partiel et 3 dents isolées, représentant au moins 10 individus,.
Les chercheurs ont reconstitué en 2022 un crâne virtuel de l'Homme de Xujiayao à partir de 3 éléments fossiles de la voute cranienne, notés Xujiayao 6a, 6b, et 15, appartenant au même jeune individu adulte, ce qui a permis d'estimer son volume endocrânien à environ 1 670 cm3 (entre 1 555 et 1 781 cm3 avec un intervalle de confiance de 95 %), contre environ 1 400 cm3 chez l'Homme moderne,.
Les os de la voute crânienne sont un peu plus épais que ceux de l'Homme de Pékin.
Alors que le fossile Xujiayao 15 présentait principalement des caractéristiques non néandertaliennes, un scanner a révélé que l'oreille interne était disposée d'une manière typique des oreilles internes néandertaliennes. 
Le fossile Xujiayao 11 présente un foramen pariétal élargi (un trou dans le crâne), une anomalie extrêmement rare que l'on trouve dans moins de 1 cas sur 25 000 chez l'Homme moderne. Xujiayao 11 est le plus ancien fossile humain connu à présenter cette anomalie.
L'attribution des fossiles humains de Houjiayao est restée longtemps controversée. La tendance actuelle est d'y voir des représentants de l'Homme de Denisova.

## Datation
Des datations diverses des fossiles humains ont été proposées depuis la découverte du site. Une étude de 2014 a proposé une datation comprise entre 224 000 et 161 000 ans avant le présent (AP). Une étude de 2017 a proposé une fourchette de 370 000 à 270 000 ans AP. Considérant l'ensemble des publications précédentes, une étude de 2022 préfère retenir la datation par luminescence stimulée optiquement proposée par une étude de 2014 confirmée en 2016, comprise entre 200 000 et 160 000 ans AP et corroborée par la biostratigraphie, ce qui correspond au milieu du Paléolithique moyen.

## Paléofaune
Environ 5 000 spécimens fossiles de 21 espèces distinctes ont été collectés à Xujiayao-Houjiayao. La grande majorité des restes appartiennent au cheval de Przewalski et à Equus hemionus. Les restes suivants les plus fréquents appartiennent à Coelodonta antiquitatis, Spirocerus (Spirocerus hsuchiayaocus et Spirocerus peii), Procapra et Gazella. Des fossiles de cerf rouge, de cerf sika et de sanglier (Sus scrofa) ont également été trouvés.
Les hommes de Xujiayao-Houjiayao excellaient dans la chasse aux chevaux, ce qui leur assurait une source régulière de protéines animales,.

## Protection
Les sites préhistoriques de Xujiayao et Houjiayao sont inscrits sur la liste des sites historiques et culturels majeurs protégés au niveau national de Chine (4-2) depuis 1996.